# Jezebel
Jezebel (bra: Jezebel; prt: Jezebel, a Insubmissa) é um filme estadunidense de 1938, do gênero drama romântico-histórico, dirigido por William Wyler, estrelado por Bette Davis, e coestrelado por Henry Fonda e George Brent. O roteiro de Clements Ripley, Abem Finkel, John Huston, Louis F. Edelman e Robert Buckner foi baseado na peça teatral homônima de 1933, de Owen Davis.
O filme é ambientado na cidade de Nova Orleans no século XIX, quando a região era dominada pela aristocracia rural sulista algodoeira, e assolada por surtos de febre amarela.
O título faz referência a Jezabel, rainha bíblica de Israel. Este foi o sétimo dos onze filmes que Davis e Brent coestrelaram juntos.

## Sinopse

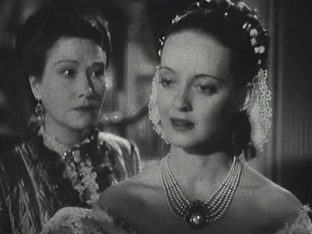
Bette Davis e Fay Bainter em cena do filme.

Em 1852, Julie Marsden (Bette Davis), uma beleza sulista impetuosa e aristocrata, escandaliza a rígida sociedade de Nova Orleans, sua família e seu noivo Preston "Pres" Dillard (Henry Fonda) ao ir para o Olympus, um baile considerado o evento social mais importante do ano, com um vestido de cetim vermelho, contrariando a moda da época para as moças solteiras, que deveriam estar todas vestidas com um branco imaculado.
Desafiado por Julie, que queria provocá-lo, Preston enfrenta o repúdio dos demais convidados e permanece ao lado da moça, mas se sente humilhado e, quando a noite acaba, ele abandona Julie e a cidade, e vai para Nova Iorque. Julie se arrepende da provocação e, apesar de apaixonada, não vai atrás dele, se refugiando em sua fazenda e acreditando que ele irá voltar.
Um ano depois, Preston volta, mas está casado com Amy Bradford (Margaret Lindsay) e a cidade enfrenta uma grave epidemia de febre amarela. Julie, sem conseguir se controlar, veste um bonito vestido branco e recepciona o casal em sua casa, hostilizando a esposa de seu amado e provocando ciúme em seu outro pretendente, o duelista Buck Cantrell (George Brent), o que aumenta a tensão.

## Elenco
- Bette Davis como Julie Marsden
- Henry Fonda como Preston Dillard
- George Brent como Buck Cantrell
- Margaret Lindsay como Amy Bradford Dillard
- Donald Crisp como Dr. Livingstone
- Fay Bainter como Tia Belle Massey
- Richard Cromwell como Ted Dillard
- Henry O'Neill como General Theopholus Bogardus
- Spring Byington como Sra. Kendrick
- John Litel como Jean La Cour
- Gordon Oliver como Dick Allen
- Janet Shaw como Molly Allen
- Theresa Harris como Zette
- Margaret Early como Stephanie Kendrick
- Irving Pichel como Huger
- Eddie Anderson como Gros Bat
- Matthew "Stymie" Beard como Ti Bat
- Lew Payton como Tio Cato
- George Renevant como De Lautruc

Não-creditados
- Ann Codee como Madame Poullard
- Stuart Holmes como Doutor

## Produção
O filme foi oferecido a Bette Davis como compensação depois que ela não conseguiu ganhar o papel de Scarlett O'Hara em "Gone with the Wind". Apesar de uma pesquisa de rádio mostrar Davis como a favorita do público para o papel de O'Hara, David O. Selznick nunca considerou seriamente escalá-la. Davis ganhou seu segundo Oscar de melhor atriz por "Jezebel", três anos depois de vencer seu primeiro por "Dangerous". Esta vitória estabeleceu seu protagonismo em outras produções.
Selznick teria contratado Max Steiner para preparar a trilha sonora de "Gone with the Wind" (1939) com base em seu trabalho em "Jezebel".
A Warner Bros. originalmente tentou escalar Cary Grant para coestrelar a produção ao lado de Davis e Brent, mas o estúdio acabou recusando sua demanda salarial de US$ 75.000 e escalou Henry Fonda.

## Recepção

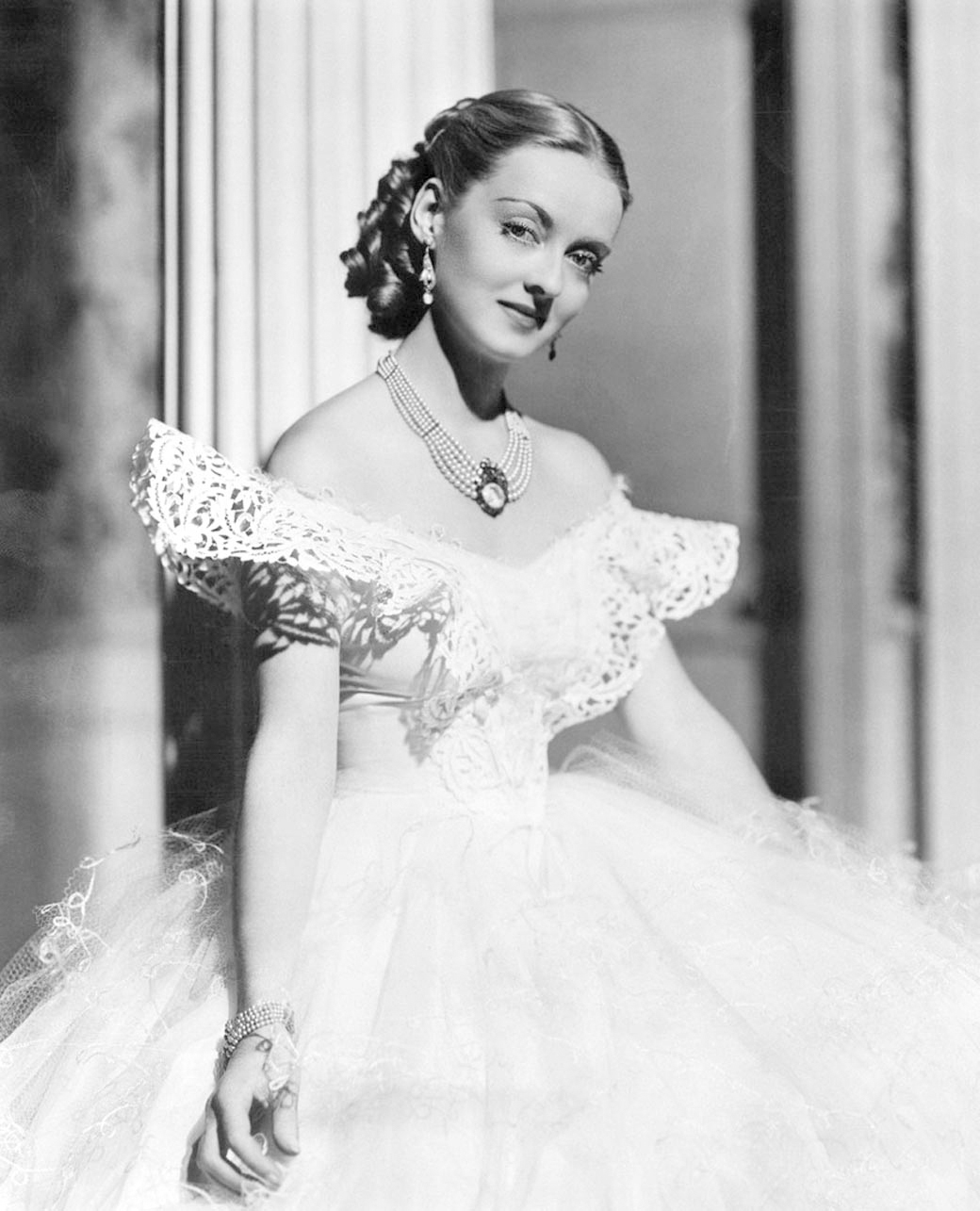
Bette Davis em foto publicitária do filme.

Críticas contemporâneas foram geralmente positivas e elogiaram o desempenho de Davis em particular, embora alguns tenham achado a redenção de sua personagem no final do filme pouco convincente. Frank S. Nugent, em sua crítica para o jornal The New York Times, escreveu que o filme "teria sido consideravelmente mais eficaz ... se sua heroína tivesse permanecido irregenerada até o fim. A Srta. Davis pode ser maligna quando quer, e é uma pena temperar esse dom com despeito feminino ... Ainda é um filme interessante, apesar de nossas fungadas em seu clímax".
A revista Variety relatou que o filme "é, sem dúvida, fiel até certo ponto, e não sem seu charme", e "até completamente cativante" às vezes, mas achou prejudicial que a personagem principal "de repente se transformasse em uma figura de sacrifício nobre e completamente capacitada", descrevendo o final como "bastante suspenso e confuso". A Film Daily chamou-o de "um triunfo das telas realmente notável para Bette Davis. Ela desempenha um papel emocional que exige uma gama de emoções, e lida com o papel com arte consumada".
A Harrison's Reports chamou-o de "entretenimento poderoso e dramático ... Não é o que se chamaria de entretenimento alegre, e pode não agradar a todos, mas deve agradar aqueles que gostam de boa atuação". John Mosher, para o The New Yorker, escreveu: "algo deu errado com Jezebel, possivelmente nada mais do que o enredo, e todas as suas ricas fantasias não conseguem torná-lo vivo ... nenhuma cena deslancha completamente, e no final, quando a diaba de repente se transforma em santa e mártir, a gente nem se interessa. Essa Jezebel apenas parece maluca". No Rotten Tomatoes, site agregador de críticas, 96% das 23 críticas do filme são positivas, com uma classificação média de 7,6/10.

## Prêmios e homenagens
| Ano  | Cerimônia                                  | Categoria                                     | Indicado                                         | Resultado   | Ref.                 |
| ---- | ------------------------------------------ | --------------------------------------------- | ------------------------------------------------ | ----------- | -------------------- |
| 1938 | Festival Internacional de Cinema de Veneza | Taça Mussolini (Melhor filme estrangeiro)     | William Wyler                                    | Indicado    |                      |
| 1938 | Festival Internacional de Cinema de Veneza | Recomendação especial                         | William Wyler                                    | Venceu      |                      |
| 1938 | National Board of Review                   | Top Ten Films (Os Dez Melhores Filmes do Ano) | Top Ten Films (Os Dez Melhores Filmes do Ano)    | 8.º Lugar   |                      |
| 1939 | Oscar                                      | Melhor filme                                  | Hal B. Wallis & Henry Blanke (para Warner Bros.) | Indicado    | [ 21 ] [ 22 ]        |
| 1939 | Oscar                                      | Melhor atriz                                  | Bette Davis                                      | Venceu      | [ 21 ] [ 22 ]        |
| 1939 | Oscar                                      | Melhor atriz coadjuvante                      | Fay Bainter                                      | Venceu      | [ 21 ] [ 22 ]        |
| 1939 | Oscar                                      | Melhor fotografia em preto e branco           | Ernest Haller                                    | Indicado    | [ 21 ] [ 22 ]        |
| 1939 | Oscar                                      | Melhor trilha sonora                          | Max Steiner                                      | Indicado    | [ 21 ] [ 22 ]        |
| 2009 | National Film Preservation Board           | National Film Registry                        | National Film Registry                           | Introduzido | [ 23 ] [ 24 ] [ 25 ] |

Em 2009, "Jezebel" foi incluído na seleção anual de 25 filmes adicionados ao National Film Registry, coleção filmográfica da Biblioteca do Congresso dos Estados Unidos como sendo "culturalmente, historicamente ou esteticamente" significativos e recomendados para preservação.

## Comentários no DVD
Em 2006, a historiadora de cinema Jeanine Basinger gravou um vídeo abrangente que continha comentários cena por cena como parte do DVD reeditado do filme. Em seu comentário sobre Davis, Basinger relata que este filme é distinto no reino dos filmes estrelados por mulheres por causa dos figurinos brilhantes que Orry-Kelly desenhou para a atriz. Basinger afirma que o espectador é obrigado a assistir Davis em quatro estilos em particular: a roupa de turfe no início do filme, o escandaloso vestido vermelho escarlate no Baile Olympus, o vestido branco virginal que ela usa quando tenta cortejar novamente o personagem de Henry Fonda e, finalmente, a capa que ela veste no final da produção. Na opinião de Basinger, esta foi uma performance do auge da carreira de Davis, e "Jezebel" é o filme da mulher estadunidense por excelência.